# Стернатия
Стернатѝя (на италиански: Sternatia, на грико Chora, Хора) е село и община в Южна Италия, провинция Лече, регион Пулия. Разположено е на 75 m надморска височина. Населението на общината е 2433 души (към 2011 г.).
В това село живее гръцко общество, което говори на особен гръцки диалект, наречен грико. Село Стернатия е част от етнографическия район Салентинска Гърция.